# 马桂芹
马桂芹（1956年—），黑龙江龙江人，汉族，中华人民共和国政治人物、第十一届全国人民代表大会黑龙江地区代表。
担任黑龙江省齐齐哈尔市龙江县景星镇保安村村民。2008年起担任全国人大代表。